# Plegmapterus saturatus
Plegmapterus saturatus är en insektsart som först beskrevs av Walker, F. 1870.  Plegmapterus saturatus ingår i släktet Plegmapterus och familjen gräshoppor. Inga underarter finns listade i Catalogue of Life.